# Горри, Алан
А́лан Э́двард Го́рри (англ. Alan Edward Gorrie; род. 19 июля 1946 года, Перт, Шотландия, Великобритания) — шотландский басист, гитарист, клавишник и певец, участник и один из основателей группы Average White Band, один из двух членов группы, выступающих в её составе со дня основания по текущий момент.

## Биография и творчество
Родился 19 июля 1946 года в Перте (Шотландия, Великобритания).
С середины 1960-х вместе с шотландскими музыкантами Онни Макинтайром (Onnie McIntyre), Стюартом Фрэнсисом (Stuart Francis), пианистом и вокалистом Грэмом Мейтлендом (Graham Maitland) и вокалистом Хэмишем Стюартом (Hamish Stuart) участвовал в группе Hopscotch. В начале 1969 года в Лондоне он, Онни Макинтайр и Стюарт Фрэнсис познакомились с Миком Строудом (Mick Strode), все четверо образовали группу Forever More. Также они выступали в качестве сессионных музыкантов в различных студиях британской столицы.
В 1971 году в Лондоне Горри и Макинтайр создали группу Average White Band. К ним присоединились шотландцы Роджер Болл (Roger Ball), Малкольм «Молли» Дункан (Malcolm "Molly" Duncan), Робби Макинтош (Robbie McIntosh), а также канадец Майкл Розен (Michael Rosen), которого вскоре заменили на Хэмиша Стюарта. С выходом в 1973-м первого хита Show Your Hand группа добилась популярности в Великобритании, а в следующем году покорила чарты США с хитом White Album, который был высоко оценён критиками. В дальнейшем многие другие их композиции также стали хитами, например: Cut the Cake (1975), Soul Searching (1976), Person to Person, Feel No Fret (1979) и Cupid’s in Fashion (1982).
В 1983 году группа распалась. Бывшие её участники стали заниматься сольными проектами и сессионной работой. Алан Горри, в частности, записал сольный альбом Sleepless Nights.
В 1988 году Average White Band воссоединились. В состав группы вошли Горри, Болл и Макинтайр. Последующее их творчество также было отмечено множеством хитов: Aftershock (1989, записан при поддержке вокалиста Алекса Лигертвуда (Alex Ligertwood)), Live on the Test (1995), Soul Tattoo (1996), Face to Face (1997), Tonight (2002), Living in Colour (2003), Greatest and Latest (2005), Soul & the City (2007).
Алан Горри и его группа в настоящее время продолжают гастролировать, совершая турне по трём континентам, и регулярно посещают родную Шотландию.

## Сольная дискография
- Sleepless Nights (1985).